# Xilinhot
Xilinhot (Mongools: , Sili-yin qota, vereenvoudigd Chinees: 锡林浩特; traditioneel Chinees: 錫林浩特; pinyin: Xīlínhàotè) is een Chinese stad op regio niveau die dient als regeringscentrum van de Xilin Gol Liga in Binnen-Mongolië. De gemeente beslaat een gebied van 14.785 km² en telt een bevolking van 177.000 mensen, waarvan 149.000 binnen het stedelijk gebied van Xilinhot. 
De stad ligt op een hoogte van 1080 meter en op een afstand van 610 km van Peking en 620 km van Hohhot, de hoofdsteden van China en Binnen-Mongolië respectievelijk. De stad heeft een luchthaven, met reguliere vluchten naar Beijing via Air China en dagelijkse vluchten naar Hohhot via Shandong Luchtvaart Maatschappij. De K996/K736 trein verbindt Xilinhot met Hohhot en vertrekt dagelijks met uitzondering van dinsdags en zaterdags.
Het historisch centrum bevat een artistieke tempel. Het Naadam-festival, een Mongools feest, wordt hier jaarlijks gevierd. Naadam is samenkomst van het Mongoolse volk waarbij activiteiten zoal worstelen, paardenhandel, kostuum wedstrijden en paardenracen bedreven worden. Xilinhot heeft verder een grote veemarkt. 
Xilinhot is een groot energiecentrum. Het heeft een grote kolenmijn en windmolenparken met dan 200 windturbines. Het aantal zou binnen afzienbare tijd worden verdubbeld.  
De Genghis cultuur is er erg aanwezig, met foto's, wandkleden en beelden van Genghis Khan in elke woning, winkel en straathoek. Het gebied probeert toeristen aan te trekken. Hierbij is de traditionele Mongoolse cultuur een belangrijk exportproduct. 